# 侯一元 (嘉靖進士)
侯一元（1511年—1585年），字舜舉，號二穀，浙江温州府樂清縣人，民籍，明朝政治人物，嘉靖戊戌進士，官至江西布政使。

## 生平
漳南僉事侯廷訓之子。十一歲時，侯廷訓任職南京，隨父就學南京。嘉靖三年（1524年）侯廷訓因捲入大禮議事件被逮捕下詔獄。年僅十三歲的侯一元伏阙上疏，其父得釋。
嘉靖十年（1531年）辛卯科浙江乡试第二十一名举人，嘉靖十七年（1538年）登戊戌科会试第一百十八名，二甲三十六名進士，授南京刑部廣東司主事，历员外郎，丁父忧归。嘉靖二十年（1541年）復除南京刑部郎中，进廣東布政使司右 參議，分守北道。隨後改河南按察使司副使、整饬大名兵备，整訓大名府部隊，又兼署真定，隨後升广西布政司左参政。三十八年正月以拾遗调簡，调任雲南布政使司左參政，四十一年（1562年）三月升廣西按察使，四十二年九月升河南右布政使，轉江西左布政使，提调江西乡试，四十五年正月入觐，三月因不称職被令致仕。隆慶元年（1567年）辭職歸鄉。卒于家，享年七十五。

## 著作
著有《二谷山人集》、《二谷山人近稿》、《二谷读书记》、《翼志七书》、《乐清县志》、《平阳县志》、《泰顺县志》等。

## 家族
曾祖侯仁；祖父侯敬，州判官 封禮部主事；父侯廷訓，府同知、前南京吏部主事。母陳氏（封安人）；繼母林氏。具庆下。兄侯夔，监生；守隅；一陽；中。弟一恭、守衡、一麟、守綬、一鳳。